# Snow White with the Red Hair
Akagami no Shirayukihime (яп. 赤髪の白雪姫 Акагами-но Сираюкихимэ, букв. «Красноволосая Белоснежка») — сёдзё-манга Сораты Акидзуки. С 2006 года выпускалась Hakusensha в ежемесячнике LaLa DX, но впоследствии переехала в журнал LaLa. Аниме-адаптация производства студии Bones вышла в эфир в Японии 7 июля 2015 года. Показ второго сезона начался 12 января 2016 года.

## Сюжет
В королевстве Тамбарун жила спокойной и, казалось бы, обычной жизнью травница Сираюки. Всё шло своим чередом, пока наследный принц Радзи, в народе известный глупостью, не приказал ей стать его любовницей, а причиной его желания стали волосы девушки необычного ярко-красного цвета. Единственный выход, пришедший ей в голову — оставить обрезанные волосы и покинуть родину. По пути в соседнее королевство, Кларинс, в лесу она повстречала Зена, оказавшегося по счастливой случайности вторым принцем этого государства. Преодолев некоторые препятствия, опять же связанные с её волосами, вместе они отправились во дворец, где Сираюки стала ученицей придворного лекаря.

## Персонажи
Сираюки (яп. 白雪) — главная героиня истории. Родилась с волосами редкого красного цвета, из-за которых сильно выделяется. В начале повествования она покидает родное королевство Тамбарун, из-за того, что принц Радзи решил сделать её наложницей, и отправляется в Кларинс. Там она со временем обретает друзей и становится придворным фармацевтом. С развитием сюжета полюбила Зена.
Сэйю: Саори Хаями
Зен Висталия (яп. ゼン・ウィスタリア Дзэн Висутариа) — главный герой истории, второй принц Кларинса. Он встретил Сираюки, когда прогуливался за стенами своего дворца с Кики и Мицухидэ. Вскоре Зен был отравлен яблоком, предназначенным для Сираюки, но с её помощью получил противоядие. Хоть и часто сбегает из замка, готов к своей роли как принца. Имеет старшего брата Идзану. В течение истории влюбился в Сираюки.
Сэйю: Рёта Осака
Оби (яп. オビ Оби) — в начале истории пытался устранить Сираюки, но затем Зен решил, что он неплохой парень и сделал его своим посыльным. На данный момент истории является рыцарем и помощником Сираюки.
Сэйю: Нобухико Окамото

## Саундтрек
Открывающая тема: «Yasashii Kibou» (яп. 「やさしい希望」 Ясасий кибо:, Gentle Hope)
Исполнитель: Саори Хаями
Закрывающая тема:«Kizuna ni Nosete» (яп. 「絆にのせて」 Кидзуна-ни носэтэ, Put in Bonds)
Исполнитель: eyelis